# Szathmáry Lajos (színművész)
Szathmáry Lajos (Marosvásárhely, 1867. április 2. – Szentendre, 1939. július 20.) színész.

## Életútja
Szathmáry József szabó és Deák Róza fia. Színész lett 1884. május 1-jén, Kolozsvárott. 1886-ban Balogh Árpád, 1889-ben Gerőfy Andor, 1890-ben Kömley Gyula, 1891-ben Károlyi Lajos, 1894-ben Füredi Károly társulatában játszott. Igazgatói voltak még Halmai Imre, Csóka Sándor, Tiszay Dezső, Megyeri Dezső, Bokody Antal, Pesti Ihász Lajos, Balla Kálmán, B. Polgár Béla, Polgár Károly, Fehér Károly, Mezei Béla, Szalkai Lajos és Szabó Ferenc. Több mint húsz éven át volt rendező és titkár. 1912-ben a Feld-színház, 1914. március 1-jén a Nemzeti Színház szerződtette, ahol mint epizód-színész egyik kiválósága volt az intézménynek, itt 1932-ig játszott. 1921. április havában elnyerte a Farkas–Ratkó-díjat. Felesége Szilágyi Etel színésznő volt, akivel Trencsénben kötött házasságot 1892. március 22-én.

## Fontosabb szerepei
- Tarján Gida (Herczeg Ferenc: A dolovai nábob lánya)
- Baracs Imre (Gárdonyi Géza: A bor)
- Vén haramia (Herczeg Ferenc: Déryné ifjasszony)